# Pasquale Di Sabatino

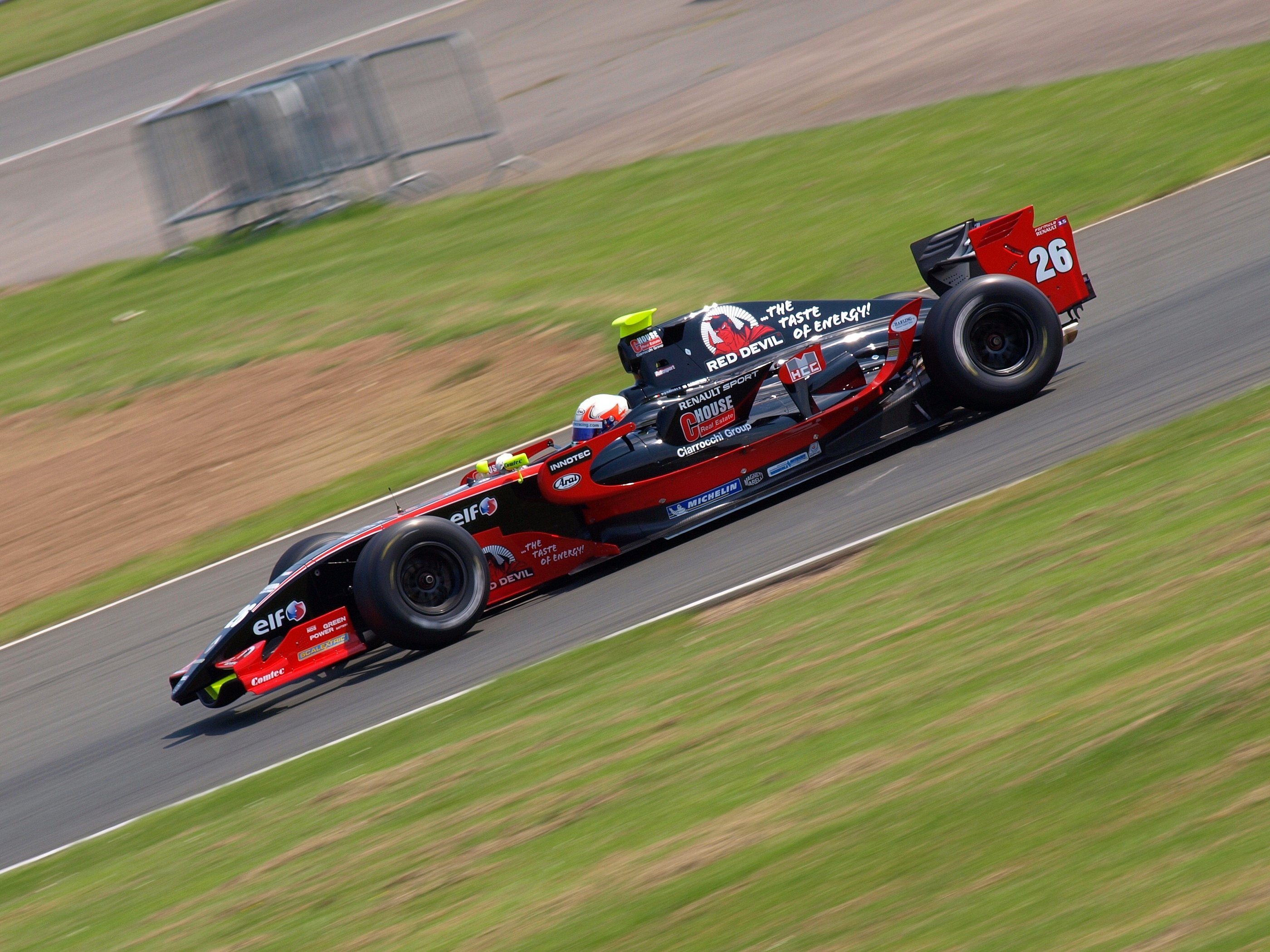
Di Sabatino in der Formel Renault 3.5 2008 in Silverstone.

Pasquale Di Sabatino (* 20. Januar 1988 in Atri) ist ein italienischer Rennfahrer. Er trat von 2006 bis 2009 in der Formel Renault 3.5 an. Seit 2012 startet er in der Tourenwagen-Weltmeisterschaft (WTCC).

## Karriere
Wie die meisten Motorsportler begann Di Sabatino seine Karriere im Kartsport, in dem er von 1999 bis 2004 aktiv war. 2005 wechselte er in den Formelsport und wurde auf Anhieb Meister der italienischen Formel Junior. Anschließend nahm er an der Winterserie der italienischen Formel Renault teil und wurde Gesamtzehnter. 2006 startete er anfangs in der italienischen Formel Renault, bevor er als Ersatz für Miloš Pavlović bei Cram Competition in der Formel Renault 3.5 debütierte. In beiden Serien holte er keine Punkte. 2007 blieb Di Sabatino in der Formel Renault 3.5 und ging für GD Racing an den Start. Am Saisonende belegte er mit einem neunten Platz als bestes Ergebnis den 26. Gesamtrang.
2008 wechselte Di Sabatino zu Comtec Racing und stand bereits beim ersten Saisonrennen als Zweiter auf dem Podest. Im weiteren Verlauf knüpfte er nicht mehr an den anfänglichen Erfolg an und wurde nach sieben Rennwochenenden wegen finanzieller Probleme durch Sten Pentus ersetzt. In der Gesamtwertung belegte er schließlich den 20. Rang. 2009 blieb di Sabatino erneut in der Formel Renault 3.5 und bestritt seine vierte Saison in dieser Meisterschaft. Für RC Motorsport startend gelang ihm auf dem Hungaroring sein erster Sieg. Mit einem weiteren Podest-Platz belegte er am Saisonende den zwölften Platz im Gesamtklassement. Auch in dieser Saison nahm er am letzten Rennwochenende wegen finanzieller Probleme nicht teil.
Nachdem Di Sabatino 2010 nur an den ersten vier Rennen der italienischen Formel-3-Meisterschaft für das Alan Racing Team teilgenommen hatte und ohne Punkte geblieben war, startete er 2011 in der Auto GP. Nachdem er das erste Rennwochenende für Ombra Racing angetreten war, wechselte er innerhalb der Serie zu TP Formula. Mit einem vierten Platz als bestes Rennergebnis beendete er die Saison auf dem zwölften Gesamtrang.

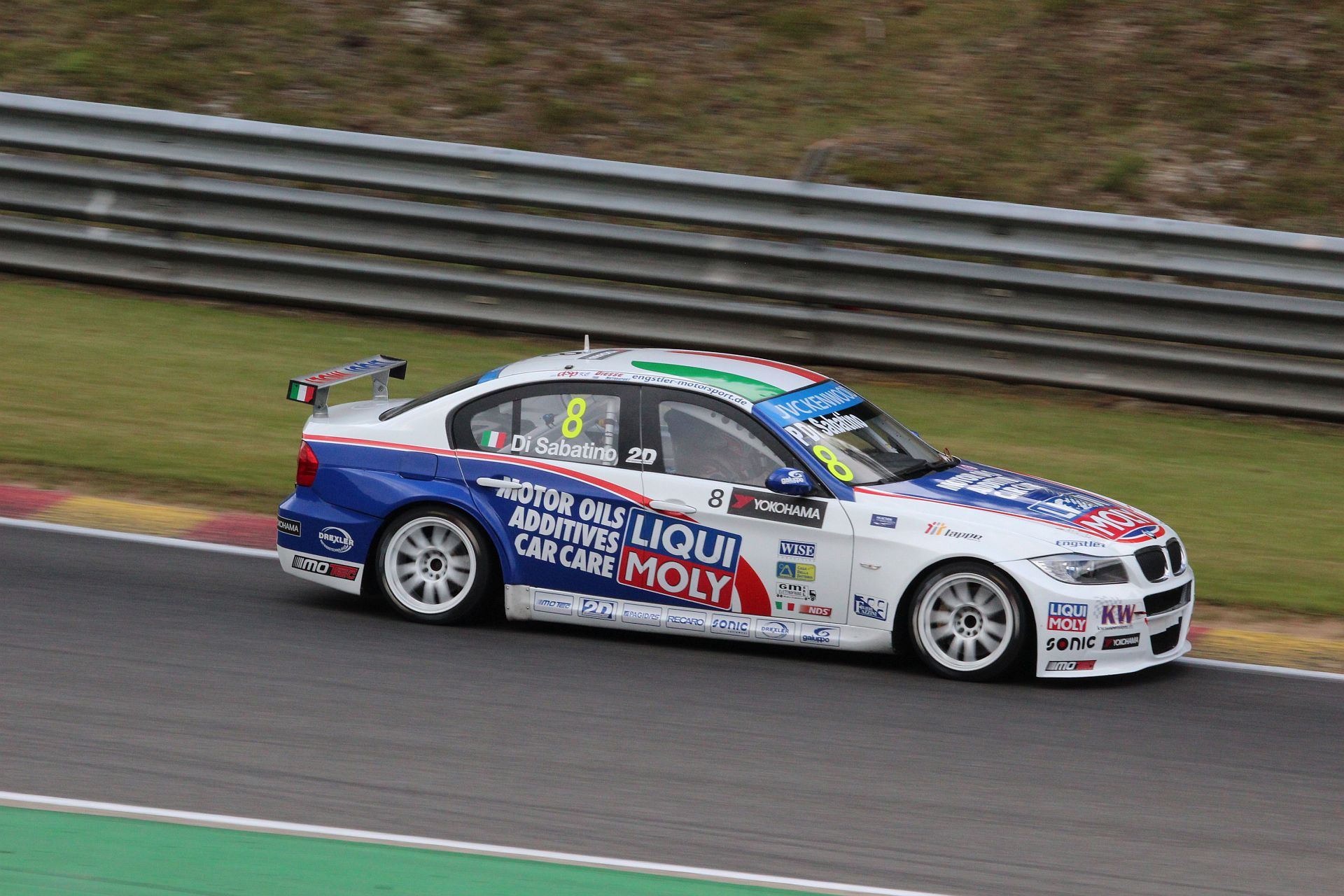
Di Sabatino in Spa 2014

2012 wechselte Di Sabatino in den Tourenwagensport und tritt für bamboo-engineering in einem Chevrolet Cruze 1.6T in der Tourenwagen-Weltmeisterschaft (WTCC) an. Nach der ersten Saisonhälfte ist ein 12. Platz sein bestes Resultat. Den Rest der Saison konnte er verletzungsbedingt nicht Starten, 2013 pausierte er. 2014 startet Di Sabatino auf einem BMW 320 TC für das Liqui Moly Team Engstler.

## Karrierestationen
- 1999–2004: Kartsport
- 2005: Italienische Formel Junior (Meister)
- 2005: Italienische Formel Renault, Winterserie (Platz 10)
- 2006: Formel Renault 3.5
- 2006: Italienische Formel Renault
- 2007: Formel Renault 3.5 (Platz 26)
- 2008: Formel Renault 3.5 (Platz 20)
- 2009: Formel Renault 3.5 (Platz 12)
- 2010: Italienische Formel 3
- 2011: Auto GP (Platz 12)
- 2012: WTCC
- 2014: WTCC